# Amstel Gold Race 2014
La 49e édition de l'Amstel Gold Race a eu lieu le 20 avril 2014. Il s'agit de la 11e épreuve de l'UCI World Tour 2014

## Présentation
Cette Amstel Gold Race est la première des trois classiques ardennaises inscrites à l'UCI World Tour. Elle se déroule trois jours avant la Flèche wallonne et précède d'une semaine Liège-Bastogne-Liège. Contrairement aux éditions de 2003 à 2012, l'arrivée ne se situe plus en haut du Cauberg, mais 1,8 km après son sommet, dans la ville de Fauquemont, afin d'avoir plus de vainqueurs potentiels,,. Les derniers kilomètres seront identiques aux championnats du monde 2012 remportés par le Belge Philippe Gilbert,

### Parcours

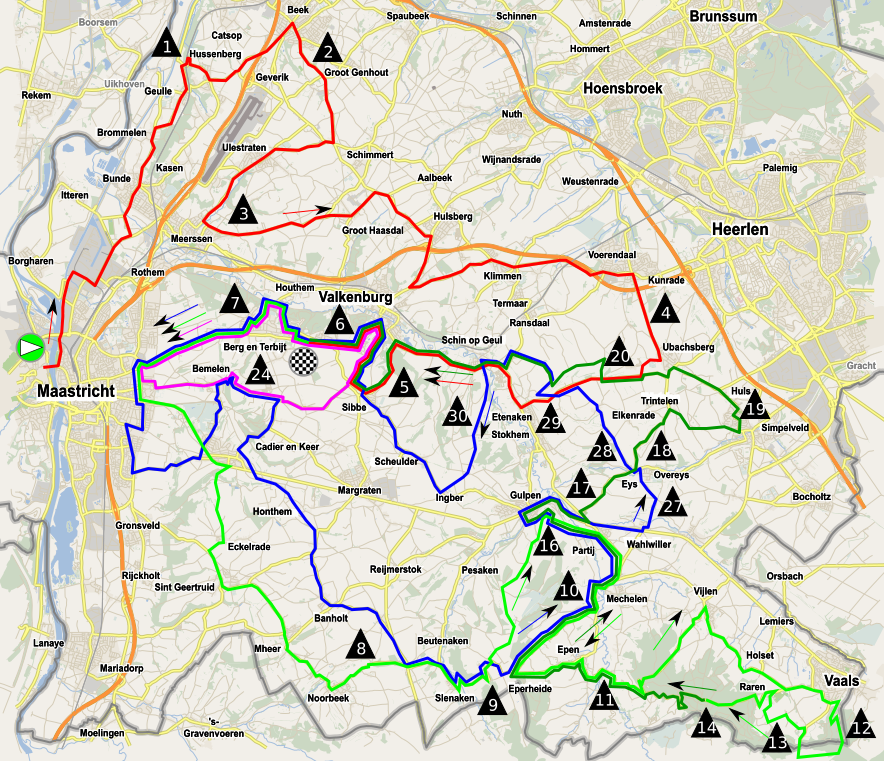
Note:Valkenburg est le nom Néerlandais de Fauquemont. Les ascensions réalisées à plusieurs reprises ne sont indiquées qu'une seule fois

Le parcours est long de 251,4 kilomètres. Il démarre à Maastricht et se dirige vers le nord. Les coureurs traversent les villes de Bunde et de Geulle avant d'atteindre la première côte de la journée qu'est le Slingerberg. Ils se dirigent ensuite vers Beek puis grimpent l'Adsteeg. Ces ascensions se trouvent dans les premiers quinze kilomètres du parcours. La course se rend ensuite à Meerssen où le Lange Raarberg est monté en allant vers Heerlen. Juste avant d'arriver dans cette commune, le parcours tourne vers le sud et emprunte le Bergseweg. C'est alors le commencement d'une série de trois tours de circuit dans les environs de Fauquemont. Le Sibbergrubbe et le Cauberg sont escaladés pour la première fois. Cette dernière ascension se trouve au kilomètre cinquante-quatre.
La première boucle a une longueur de 108,5 kilomètres. Les coureurs grimpent le Geulhemmerberg en quittant Fauquemont, puis virent en direction du sud-est. Les vingt kilomètres suivants ne contiennent pas de côte référencée, toutefois ils sont souvent en faux-plat. La prochaine ascension est le Wolfsburg, au kilomètre soixante-dix-huit, rapidement suivi par le Loorberg. Le parcours se dirige alors vers Gulpen sans traverser la ville. La côte du Schweibergerweg est grimpée au kilomètre quatre-vingt-douze suivie par le Camerig six kilomètres plus loin. Une boucle autour de la ville de Vaals est alors effectuée. Les côtes du Vaalserberg, marquant la frontière entre l'Allemagne, la Belgique et les Pays-Bas, celle de Gemmenich et du Vijlenerbos sont surmontées en l'espace de neuf kilomètres. Le parcours se redirige après vers Gulden en empruntant la même route qu'à l'aller et grimpe l'Eperheide. À Gulpen, le mont éponyme est parcouru. La course continue vers le Plettenberg et l'Eyserweg. À Simpelveld, le parcours tourne à l'ouest pour revenir vers Fauquemont en prenant la côte d'Huls et du Vrakelberg. En entrant dans Fauquemont, le Sibbergrubbe puis le Cauberg sont de nouveau grimpés. Au passage de la ligne cent-soixante-huit kilomètres ont été couverts, un peu moins de cent restent à parcourir.
Le deuxième tour de circuit est long de soixante-sept kilomètres. Le Geulhemmerberg est emprunté de nouveau avant que le parcours n'atteigne les confins de Maastricht. Le circuit grimpe cette fois-ci le Bemelerberg en allant vers le nord avant de repartir au sud-est vers Beutenaken. Les chemins empruntés sont ensuite similaire à ceux du premier tour avec notamment l'ascension du Loorberg et du Gulpenerberg. Le retour vers Fauquemont varie cependant, avec le passage du Kruisberg, de l'Eyserbosberg, du Fromberg puis du Keutenberg. Ce dernier est franchi plus loin du final à la suite de l'introduction de la nouvelle boucle Cauberg-Geulhemmerberg-Bemelerberg qui sera de nouveau effectué avec une sortie du Bemelerberg à sept kilomètres de Fauquemont. Le Sibbergruppe n'est pas monté à l'inversion du Cauberg. À la ligne, les coureurs ont encore dix-huit kilomètres à couvrir.
La dernière révolution est donc la plus courte. Le circuit emprunte le Geulhemmerberg pour la troisième reprise, puis le Bemelerberg avant de revenir directement à Fauquemont pour l'ultime montée du Cauberg. Au pied de celle-ci, 2 600 mètres restent à parcourir. Elle est longue de 900 mètres avant une déclinaison moyenne de sept pour cent et une pente maximale de douze pour cent. À son sommet, il reste donc 1 700 mètres relativement plats avant de passer la ligne d'arrivée située sur le territoire de Berg en Terblijt,,..
34 côtes sont répertoriés pour cette course :
| Num | Nom                 | Longueur (m) | Pente moyenne | km de l'arrivée |
| --- | ------------------- | ------------ | ------------- | --------------- |
| 1   | Slingerberg (nl)    | 1 200        | 5,4 %         | 241,9           |
| 2   | Adsteeg (nl)        | 620          | 4,7 %         | 237,2           |
| 3   | Lange Raarberg (nl) | 1 000        | 4,3 %         | 229             |
| 4   | Bergseweg (nl)      | 2 200        | 3,4 %         | 213,3           |
| 5   | Sibbergrubbe (nl)   | 2 000        | 4,1 %         | 201,6           |
| 6   | Cauberg             | 1 500        | 7 %           | 197,2           |
| 7   | Geulhemmerberg      | 1 000        | 5,8 %         | 191,8           |
| 8   | Wolfsberg (nl)      | 500          | 5,8 %         | 173,2           |
| 9   | Loorberg (nl)       | 1 600        | 5,1 %         | 170,1           |
| 10  | Schweiberg (nl)     | 3 000        | 3,7 %         | 158,8           |
| 11  | Camerig (nl)        | 3 600        | 7 %           | 152,4           |
| 12  | Vaalserberg         | 2 600        | 4,2 %         | 141,9           |
| 13  | Gemmenicherweg (nl) | 2 000        | 5,4 %         | 137,4           |
| 14  | Vijlenerbos (nl)    | 1 800        | 5,1 %         | 133,6           |
| 15  | Eperheide (nl)      | 2 300        | 4,5 %         | 124,9           |
| 16  | Gulperberg (nl)     | 1 100        | 5,2 %         | 116,3           |
| 17  | Plettenberg (nl)    | 1 200        | 3,7 %         | 112,8           |
| 18  | Eyserweg (nl)       | 2 100        | 4,4 %         | 110,7           |
| 19  | Huls (nl)           | 900          | 8,3 %         | 106,2           |
| 20  | Vrakelberg (nl)     | 600          | 7,7 %         | 100,9           |
| 21  | Sibbergrubbe (nl)   | 2 000        | 4,1 %         | 93,2            |
| 22  | Cauberg             | 1 500        | 7 %           | 88,8            |
| 23  | Geulhemmerberg      | 1 000        | 5,8 %         | 84,2            |
| 24  | Bemelerberg (nl)    | 1 200        | 4 %           | 71,5            |
| 25  | Loorberg (nl)       | 1 600        | 5,1 %         | 56,2            |
| 26  | Gulperberg (nl)     | 600          | 9,8 %         | 46,7            |
| 27  | Kruisberg           | 800          | 8,4 %         | 41,3            |
| 28  | Eyserbosweg         | 1 100        | 7,9 %         | 39,4            |
| 29  | Fromberg (nl)       | 1 200        | 4,8 %         | 35,6            |
| 30  | Keutenberg          | 1 700        | 6,1 %         | 31,1            |
| 31  | Cauberg             | 1 500        | 7 %           | 21,1            |
| 32  | Geulhemmerberg      | 1 000        | 5,8 %         | 18,5            |
| 33  | Bemelerberg (nl)    | 1 200        | 4 %           | 7,8             |
| 34  | Cauberg             | 1 500        | 7 %           | 2,6             |

- - Début du parcours
  - Debut du premier tour de circuit
  - Fin du premier tour de circuit
  - Deuxième tour de circuit
  - Troisième tour de circuit

Note:Valkenburg est le nom Néerlandais de Fauquemont. Les ascensions réalisées à plusieurs reprises ne sont indiquées qu'une seule fois

### Équipes
L'organisateur a communiqué la liste de quatre équipes invitées le 24 février 2014,, avant d'en annoncer deux autres le 10 mars 2014. Vingt-quatre équipes participent à cette Amstel Gold Race - dix-huit ProTeams et six équipes continentales professionnelles :
| UCI ProTeams            | UCI ProTeams | UCI ProTeams |
| Nom de l'équipe         | Pays         | Code         |
| ----------------------- | ------------ | ------------ |
| AG2R La Mondiale        | France       | ALM          |
| Astana                  | Kazakhstan   | AST          |
| Belkin                  | Pays-Bas     | BEL          |
| BMC Racing              | États-Unis   | BMC          |
| Cannondale              | Italie       | CAN          |
| Europcar                | France       | EUC          |
| FDJ.fr                  | France       | FDJ          |
| Garmin-Sharp            | États-Unis   | GRS          |
| Giant-Shimano           | Pays-Bas     | GIA          |
| Katusha                 | Russie       | KAT          |
| Lampre-Merida           | Italie       | LAM          |
| Lotto-Belisol           | Belgique     | LTB          |
| Movistar                | Espagne      | MOV          |
| Omega Pharma-Quick Step | Belgique     | OPQ          |
| Orica-GreenEDGE         | Australie    | OGE          |
| Sky                     | Royaume-Uni  | SKY          |
| Tinkoff-Saxo            | Russie       | TCS          |
| Trek Factory Racing     | États-Unis   | TFR          |

| Équipes continentales professionnelles | Équipes continentales professionnelles | Équipes continentales professionnelles |
| Nom de l'équipe                        | Pays                                   | Code                                   |
| -------------------------------------- | -------------------------------------- | -------------------------------------- |
| Androni Giocattoli-Venezuela           | Italie                                 | AND                                    |
| Bardiani CSF                           | Italie                                 | BAR                                    |
| CCC Polsat Polkowice                   | Pologne                                | CCC                                    |
| IAM                                    | Suisse                                 | IAM                                    |
| Topsport Vlaanderen-Baloise            | Belgique                               | TSV                                    |
| Wanty-Groupe Gobert                    | Belgique                               | WGG                                    |

### Règlement de la course

#### Primes
Les vingt prix sont attribués suivant le barème de l'UCI,. Le total général des prix distribués est de 40 000 €.
| Position | 1er      | 2e      | 3e      | 4e      | 5e      | 6e      | 7e      | 8e    | 9e    | 10e à 20e |
| Prix     | 16 000 € | 8 000 € | 4 000 € | 2 000 € | 1 600 € | 1 200 € | 1 100 € | 800 € | 400 € | 400 €     |

Ainsi, Philippe Gilbert remporte 16 000 €, Jelle Vanendert 8 000 €, Simon Gerrans 4 000 €, Alejandro Valverde 2 000 €, Michał Kwiatkowski 1 600 €, Simon Geschke 1 200 €, Bauke Mollema 1 100 €, Enrico Gasparotto 800 € et enfin Daniel Moreno, Yukiya Arashiro, Björn Leukemans, Michael Matthews, Davide Rebellin, Fabian Wegmann, Anthony Roux, Giampaolo Caruso, Rui Costa, Roman Kreuziger, Alexandr Kolobnev et Tom Dumoulin 400 €.

### Favoris
On note parmi les favoris le double vainqueur Philippe Gilbert, qui a remporté la Flèche brabançonne quatre jours plus tôt, l'Espagnol Alejandro Valverde qui a terminé second de la course l'année précédente et le Polonais Michał Kwiatkowski, quatrième de l'édition précédente. Joaquim Rodríguez, Simon Gerrans, Vincenzo Nibali, Daniel Martin ou encore une solide équipe Lampre (Rui Costa, Damiano Cunego, Diego Ulissi) sont aussi à suivre. Les Néerlandais, qui attendent un successeur à Erik Dekker depuis 2001, possèdent plusieurs cartouches intéressantes (Wout Poels, Tom-Jelte Slagter, Bauke Mollema). Une surprise n'est pas à exclure puisque les deux années précédentes Enrico Gasparotto et Roman Kreuziger ont devancé les favoris.

## Récit de la course
Une échappée d'une dizaine de coureurs se forme dans les premiers kilomètres. Diverses contre attaques (menées par Thomas Voeckler, Greg Van Avermaet ou Jakob Fuglsang) ne réussissent pas à faire la jonction avec ce groupe. Le dernier rescapé de l'échappée, Christophe Riblon, est rattrapé à 9kilomètres de l'arrivée par le peloton. Dans la dernière ascension du Cauberg, le coureur de la BMC Samuel Sánchez étire le peloton avant que son coéquipier Philippe Gilbert ne distance ses rivaux sur une accélération puissante. Dans les deux kilomètres suivant le sommet, un groupe de favoris (Simon Gerrans, Alejandro Valverde, Michał Kwiatkowski) mène une poursuite peu coordonnée de Gilbert. Celui-ci remporte la course avec une avance confortable sur Jelle Vanendert, qui a profité de l'attentisme du groupe de poursuivants pour les rattraper et partir seul. Simon Gerrans complète le podium en devançant Valverde et Kwiatkowski au sprint. 

## Classements

### UCI World Tour
Cette Amstel Gold Race attribue des points pour l'UCI World Tour 2014, par équipes uniquement aux équipes ayant un label ProTeam, individuellement uniquement aux coureurs des équipes ayant un label ProTeam.
| Position           | 1er | 2e | 3e | 4e | 5e | 6e | 7e | 8e | 9e | 10e |
| Classement général | 80  | 60 | 50 | 40 | 30 | 22 | 14 | 10 | 6  | 2   |

Ainsi, Philippe Gilbert (1er) remporte quatre-vingt points, Jelle Vanendert (2e) soixante points, Simon Gerrans (3e) cinquante points, Alejandro Valverde (4e) quarante points, Michał Kwiatkowski (5e) trente points, Simon Geschke (6e) vingt-deux points, Bauke Mollema (7e) quatorze points, Enrico Gasparotto (8e) dix points, Daniel Moreno (9e) six points et Yukiya Arashiro (10e) deux points.

## Liste des participants
- Liste de départ complète

| Légende | Légende                                                                    | Légende | Légende                                                    |
| ------- | -------------------------------------------------------------------------- | ------- | ---------------------------------------------------------- |
| Num     | Dossard de départ porté par le coureur sur cette Amstel Gold Race          | Pos     | Position à l'arrivée de la course                          |
|         | Indique un maillot de champion national ou mondial, suivi de sa spécialité | NP      | Indique un coureur qui n'a pas pris le départ de la course |
| AB      | Indique un coureur qui n'a pas terminé la course                           | HD      | Indique un coureur qui a terminé la course hors des délais |

| Tinkoff-Saxo TCS | Tinkoff-Saxo TCS           | Tinkoff-Saxo TCS |
| ---------------- | -------------------------- | ---------------- |
| Num              | Coureur                    | Pos              |
| 1                | Roman Kreuziger (CZE)      | 18e              |
| 2                | Michael Valgren (DEN)      | 123e             |
| 3                | Jesper Hansen (DEN)        | AB               |
| 4                | Karsten Kroon (NED)        | 104e             |
| 5                | Bruno Pires (POR)          | AB               |
| 6                | Chris Anker Sørensen (DEN) | 37e              |
| 7                | Nicki Sørensen (DEN)       | AB               |
| 8                | Rory Sutherland (AUS)      | 115e             |

| AG2R La Mondiale ALM | AG2R La Mondiale ALM      | AG2R La Mondiale ALM |
| -------------------- | ------------------------- | -------------------- |
| Num                  | Coureur                   | Pos                  |
| 11                   | Romain Bardet (FRA)       | 33e                  |
| 12                   | Carlos Betancur (COL)     | 65e                  |
| 13                   | Guillaume Bonnafond (FRA) | 111e                 |
| 14                   | Mikaël Cherel (FRA)       | 41e                  |
| 15                   | Ben Gastauer (LUX)        | 100e                 |
| 16                   | Sébastien Minard (FRA)    | 97e                  |
| 17                   | Matteo Montaguti (ITA)    | 73e                  |
| 18                   | Christophe Riblon (FRA)   | 54e                  |

| Astana AST | Astana AST              | Astana AST |
| ---------- | ----------------------- | ---------- |
| Num        | Coureur                 | Pos        |
| 21         | Vincenzo Nibali (ITA)   | 52e        |
| 22         | Borut Božič (SLO)       | 119e       |
| 23         | Jakob Fuglsang (DEN)    | 29e        |
| 24         | Enrico Gasparotto (ITA) | 8e         |
| 25         | Alexey Lutsenko (KAZ)   | 102e       |
| 26         | Andriy Grivko (UKR)     | 90e        |
| 27         | Maxim Iglinskiy (KAZ)   | 101e       |
| 28         | Lieuwe Westra (NED)     | 61e        |

| Belkin BEL | Belkin BEL                 | Belkin BEL |
| ---------- | -------------------------- | ---------- |
| Num        | Coureur                    | Pos        |
| 31         | Bauke Mollema (NED)        | 7e         |
| 32         | Jos van Emden (NED)        | AB         |
| 33         | Jonathan Hivert (FRA)      | 94e        |
| 34         | Paul Martens (GER)         | 26e        |
| 35         | Lars Petter Nordhaug (NOR) | 22e        |
| 36         | Bram Tankink (NED)         | 77e        |
| 37         | David Tanner (AUS)         | AB         |
| 38         | Laurens ten Dam (NED)      | 51e        |

| BMC Racing BMC | BMC Racing BMC              | BMC Racing BMC |
| -------------- | --------------------------- | -------------- |
| Num            | Coureur                     | Pos            |
| 41             | Philippe Gilbert (BEL)      | 1er            |
| 42             | Marcus Burghardt (GER)      | 42e            |
| 43             | Ben Hermans (BEL)           | 43e            |
| 44             | Dominik Nerz (GER)          | 44e            |
| 45             | Samuel Sánchez (ESP)        | 62e            |
| 46             | Greg Van Avermaet (BEL)     | 40e            |
| 47             | Michael Schär (SUI) (Route) | AB             |
| 48             | Peter Velits (SVK)          | 78e            |

| Cannondale CAN | Cannondale CAN             | Cannondale CAN |
| -------------- | -------------------------- | -------------- |
| Num            | Coureur                    | Pos            |
| 51             | Alberto Bettiol (ITA)      | AB             |
| 52             | Alessandro De Marchi (ITA) | 49e            |
| 53             | Michel Koch (GER)          | AB             |
| 54             | Marco Marcato (ITA)        | 31e            |
| 55             | Jean-Marc Marino (FRA)     | 93e            |
| 56             | Matej Mohorič (SLO)        | 112e           |
| 57             | Daniele Ratto (ITA)        | AB             |
| 58             | Davide Villella (ITA)      | 106e           |

| FDJ.fr FDJ | FDJ.fr FDJ                    | FDJ.fr FDJ |
| ---------- | ----------------------------- | ---------- |
| Num        | Coureur                       | Pos        |
| 61         | Arnaud Courteille (FRA)       | AB         |
| 62         | Murilo Fischer (BRA)          | AB         |
| 63         | Arnold Jeannesson (FRA)       | 23e        |
| 64         | Matthieu Ladagnous (FRA)      | AB         |
| 65         | Jérémy Roy (FRA)              | 122e       |
| 66         | Benoît Vaugrenard (FRA)       | 55e        |
| 67         | Jussi Veikkanen (FIN) (Route) | 96e        |
| 68         | Anthony Roux (FRA)            | 15e        |

| Garmin-Sharp GRS | Garmin-Sharp GRS           | Garmin-Sharp GRS |
| ---------------- | -------------------------- | ---------------- |
| Num              | Coureur                    | Pos              |
| 71               | Thomas Dekker (NED)        | AB               |
| 72               | Sebastian Langeveld (NED)  | AB               |
| 73               | Alex Howes (USA)           | 35e              |
| 74               | Daniel Martin (IRL)        | AB               |
| 75               | Ramūnas Navardauskas (LTU) | 71e              |
| 76               | Nathan Haas (AUS)          | 70e              |
| 77               | Tom-Jelte Slagter (NED)    | 21e              |
| 78               | Fabian Wegmann (GER)       | 14e              |

| Lampre-Merida LAM | Lampre-Merida LAM       | Lampre-Merida LAM |
| ----------------- | ----------------------- | ----------------- |
| Num               | Coureur                 | Pos               |
| 81                | Damiano Cunego (ITA)    | 50e               |
| 82                | Matteo Bono (ITA)       | AB                |
| 83                | Mattia Cattaneo (ITA)   | AB                |
| 84                | Rui Costa (POR) (Route) | 17e               |
| 85                | Nélson Oliveira (POR)   | AB                |
| 86                | Diego Ulissi (ITA)      | 34e               |
| 87                | Rafael Valls (ESP)      | 57e               |
| 88                | Kristijan Đurasek (CRO) | 48e               |

| Lotto-Belisol LTB | Lotto-Belisol LTB           | Lotto-Belisol LTB |
| ----------------- | --------------------------- | ----------------- |
| Num               | Coureur                     | Pos               |
| 91                | Bart De Clercq (BEL)        | 83e               |
| 92                | Tony Gallopin (FRA)         | 98e               |
| 93                | Pim Ligthart (NED)          | 82e               |
| 94                | Jurgen Van den Broeck (BEL) | AB                |
| 95                | Tosh Van der Sande (BEL)    | AB                |
| 96                | Dennis Vanendert (BEL)      | 47e               |
| 97                | Jelle Vanendert (BEL)       | 2e                |
| 98                | Tim Wellens (BEL)           | 68e               |

| Movistar MOV | Movistar MOV                | Movistar MOV |
| ------------ | --------------------------- | ------------ |
| Num          | Coureur                     | Pos          |
| 101          | Alejandro Valverde (ESP)    | 4e           |
| 102          | Imanol Erviti (ESP)         | AB           |
| 103          | John Gadret (FRA)           | AB           |
| 104          | Jesús Herrada (ESP) (Route) | AB           |
| 105          | Ion Izagirre (ESP)          | AB           |
| 106          | José Iván Gutiérrez (ESP)   | AB           |
| 107          | Beñat Intxausti (ESP)       | AB           |
| 108          | Gorka Izagirre (ESP)        | 66e          |

| Omega Pharma-Quick Step OPQ | Omega Pharma-Quick Step OPQ      | Omega Pharma-Quick Step OPQ |
| --------------------------- | -------------------------------- | --------------------------- |
| Num                         | Coureur                          | Pos                         |
| 111                         | Michał Kwiatkowski (POL) (Route) | 5e                          |
| 112                         | Jan Bakelants (BEL)              | 46e                         |
| 113                         | Michał Gołaś (POL)               | 59e                         |
| 114                         | Tony Martin (GER)                | 72e                         |
| 115                         | Wout Poels (NED)                 | 118e                        |
| 116                         | Pieter Serry (BEL)               | 60e                         |
| 117                         | Zdeněk Štybar (CZE)              | AB                          |
| 118                         | Julian Alaphilippe (FRA)         | AB                          |

| Orica-GreenEDGE OGE | Orica-GreenEDGE OGE         | Orica-GreenEDGE OGE |
| ------------------- | --------------------------- | ------------------- |
| Num                 | Coureur                     | Pos                 |
| 121                 | Simon Gerrans (AUS) (Route) | 3e                  |
| 122                 | Michael Albasini (SUI)      | AB                  |
| 123                 | Simon Clarke (AUS)          | 56e                 |
| 124                 | Mathew Hayman (AUS)         | AB                  |
| 125                 | Daryl Impey (RSA)           | 76e                 |
| 126                 | Michael Matthews (AUS)      | 12e                 |
| 127                 | Christian Meier (CAN)       | AB                  |
| 128                 | Pieter Weening (NED)        | 67e                 |

| Europcar EUC | Europcar EUC                  | Europcar EUC |
| ------------ | ----------------------------- | ------------ |
| Num          | Coureur                       | Pos          |
| 131          | Thomas Voeckler (FRA)         | 25e          |
| 132          | Yukiya Arashiro (JPN) (Route) | 10e          |
| 133          | Davide Malacarne (ITA)        | 45e          |
| 134          | Bryan Coquard (FRA)           | 108e         |
| 135          | Cyril Gautier (FRA)           | 27e          |
| 136          | Perrig Quéméneur (FRA)        | AB           |
| 137          | Kévin Réza (FRA)              | 86e          |
| 138          | Angélo Tulik (FRA)            | 92e          |

| Giant-Shimano GIA | Giant-Shimano GIA                 | Giant-Shimano GIA |
| ----------------- | --------------------------------- | ----------------- |
| Num               | Coureur                           | Pos               |
| 141               | Simon Geschke (GER)               | 6e                |
| 142               | Roy Curvers (NED)                 | 117e              |
| 143               | Koen de Kort (NED)                | AB                |
| 144               | Dries Devenyns (BEL)              | 105e              |
| 145               | Tom Dumoulin (NED)                | 20e               |
| 146               | Thierry Hupond (FRA)              | AB                |
| 147               | Reinardt Janse van Rensburg (RSA) | 116e              |
| 148               | Albert Timmer (NED)               | AB                |

| Katusha KAT | Katusha KAT              | Katusha KAT |
| ----------- | ------------------------ | ----------- |
| Num         | Coureur                  | Pos         |
| 151         | Joaquim Rodríguez (ESP)  | AB          |
| 152         | Giampaolo Caruso (ITA)   | 16e         |
| 153         | Sergey Chernetskiy (RUS) | AB          |
| 154         | Alexandr Kolobnev (RUS)  | 19e         |
| 155         | Alberto Losada (ESP)     | 63e         |
| 156         | Daniel Moreno (ESP)      | 9e          |
| 157         | Ángel Vicioso (ESP)      | 64e         |
| 158         | Eduard Vorganov (RUS)    | 28e         |

| Sky SKY | Sky SKY                    | Sky SKY |
| ------- | -------------------------- | ------- |
| Num     | Coureur                    | Pos     |
| 161     | Ian Boswell (USA)          | AB      |
| 162     | Nathan Earle (AUS)         | 79e     |
| 163     | Joshua Edmondson (USA)     | AB      |
| 164     | Edvald Boasson Hagen (NOR) | 39e     |
| 165     | Christian Knees (GER)      | AB      |
| 166     | Danny Pate (USA)           | AB      |
| 167     | Ben Swift (GBR)            | AB      |
| 168     | Geraint Thomas (GBR)       | AB      |

| Trek Factory Racing TFR | Trek Factory Racing TFR   | Trek Factory Racing TFR |
| ----------------------- | ------------------------- | ----------------------- |
| Num                     | Coureur                   | Pos                     |
| 171                     | Matthew Busche (USA)      | 80e                     |
| 172                     | Boy van Poppel (NED)      | 114e                    |
| 173                     | Fabio Felline (ITA)       | 30e                     |
| 174                     | Bob Jungels (LUX) (Route) | 38e                     |
| 175                     | Andy Schleck (LUX)        | AB                      |
| 176                     | Fränk Schleck (LUX)       | 24e                     |
| 177                     | Kristof Vandewalle (BEL)  | AB                      |
| 178                     | Haimar Zubeldia (ESP)     | AB                      |

| Androni Giocattoli-Venezuela AND | Androni Giocattoli-Venezuela AND | Androni Giocattoli-Venezuela AND |
| -------------------------------- | -------------------------------- | -------------------------------- |
| Num                              | Coureur                          | Pos                              |
| 181                              | Marco Bandiera (ITA)             | 85e                              |
| 182                              | Manuel Belletti (ITA)            | AB                               |
| 183                              | Marco Frapporti (ITA)            | 120e                             |
| 184                              | Johnny Hoogerland (NED) (Route)  | 87e                              |
| 185                              | Antonio Parrinello (ITA)         | 95e                              |
| 186                              | Nicola Testi (ITA)               | AB                               |
| 187                              | Omar Bertazzo (ITA)              | AB                               |
| 188                              | Andrea Zordan (ITA)              | AB                               |

| CCC Polsat Polkowice CCC | CCC Polsat Polkowice CCC  | CCC Polsat Polkowice CCC |
| ------------------------ | ------------------------- | ------------------------ |
| Num                      | Coureur                   | Pos                      |
| 191                      | Davide Rebellin (ITA)     | 13e                      |
| 192                      | Jarosław Marycz (POL)     | 103e                     |
| 193                      | Bartłomiej Matysiak (POL) | AB                       |
| 194                      | Łukasz Owsian (POL)       | AB                       |
| 195                      | Maciej Paterski (POL)     | 69e                      |
| 196                      | Marek Rutkiewicz (POL)    | AB                       |
| 197                      | Adrian Honkisz (POL)      | AB                       |
| 198                      | Adrian Kurek (POL)        | AB                       |

| IAM | IAM                               | IAM  |
| --- | --------------------------------- | ---- |
| Num | Coureur                           | Pos  |
| 201 | Sylvain Chavanel (FRA)            | AB   |
| 202 | Matthias Brändle (AUT)            | 74e  |
| 203 | Stefan Denifl (AUT)               | 36e  |
| 204 | Pirmin Lang (SUI)                 | 109e |
| 205 | Reto Hollenstein (SUI)            | 91e  |
| 206 | Thomas Lövkvist (SWE)             | 75e  |
| 207 | Jérôme Pineau (FRA)               | 99e  |
| 208 | Aleksejs Saramotins (LAT) (Route) | AB   |

| Topsport Vlaanderen-Baloise TSV | Topsport Vlaanderen-Baloise TSV | Topsport Vlaanderen-Baloise TSV |
| ------------------------------- | ------------------------------- | ------------------------------- |
| Num                             | Coureur                         | Pos                             |
| 211                             | Edward Theuns (BEL)             | AB                              |
| 212                             | Pieter Jacobs (BEL)             | 84e                             |
| 213                             | Eliot Lietaer (BEL)             | AB                              |
| 214                             | Thomas Sprengers (BEL)          | 81e                             |
| 215                             | Preben Van Hecke (BEL)          | 53e                             |
| 216                             | Arthur Vanoverberghe (BEL)      | 121e                            |
| 217                             | Pieter Vanspeybrouck (BEL)      | AB                              |
| 218                             | Zico Waeytens (BEL)             | 88e                             |

| Wanty-Groupe Gobert WGG | Wanty-Groupe Gobert WGG   | Wanty-Groupe Gobert WGG |
| ----------------------- | ------------------------- | ----------------------- |
| Num                     | Coureur                   | Pos                     |
| 221                     | Björn Leukemans (BEL)     | 11e                     |
| 222                     | Jérôme Baugnies (BEL)     | 89e                     |
| 223                     | Wesley Kreder (NED)       | AB                      |
| 224                     | Laurens De Vreese (BEL)   | 110e                    |
| 225                     | Michel Kreder (NED)       | AB                      |
| 226                     | Marco Minnaard (NED)      | AB                      |
| 227                     | Nico Sijmens (BEL)        | AB                      |
| 228                     | James Vanlandschoot (BEL) | AB                      |

| Bardiani CSF BAR | Bardiani CSF BAR                 | Bardiani CSF BAR |
| ---------------- | -------------------------------- | ---------------- |
| Num              | Coureur                          | Pos              |
| 231              | Sonny Colbrelli (ITA)            | AB               |
| 232              | Enrico Barbin (ITA)              | 32e              |
| 233              | Enrico Battaglin (ITA)           | AB               |
| 234              | Nicola Boem (ITA)                | AB               |
| 235              | Francesco Manuel Bongiorno (ITA) | 113e             |
| 236              | Marco Canola (ITA)               | 107e             |
| 237              | Angelo Pagani (ITA)              | 58e              |
| 238              | Edoardo Zardini (ITA)            | AB               |